# Silent Movie

Silent Movie est une installation vidéo multimédia et multi-écrans réalisée par le cinéaste français Chris Marker en 1995. Commandée par le Wexner Center for the Arts de Université de l'État de l'Ohio, elle se compose, pour l'essentiel, de cinq moniteurs agencés en pile diffusant en boucle, et à des vitesses variables, extraits de films anciens ou d'images plus contemporaines avec l'actrice  Catherine Belkhodja. Cette installation constitue un hommage au cinéma muet, rendu par Chris Marker à l'occasion du centenaire du cinéma.

## Origine du projet
L'initiative de la commande de ce projet revient à Bill Horrigan du Wexner Art Center for the Arts. L'installation sera ensuite exposée dans les musées du monde entier comme le MoMA de New York ou le musée d'art moderne de Tōkyō, la Tate Gallery de Londres ou le Palais des Beaux-Arts de Bruxelles.

## L'installation
Dans la lignée de son travail de recherche sur les images et les sons, parallèlement au tournage de Level Five qui avait lieu avec la même actrice, Catherine Belkhodja, Chris Marker a conçu une installation se composant d'une tour de moniteurs de trois mètres de haut, d'une exposition d'affiches de cinéma fictives et de photos extraites des différents tournages.
La tour fait directement référence à la maquette de la tour Pravda, projet architectural d'avant-garde russe des frères Vesnine en 1924 (jamais construite).
Elle est composée de cinq moniteurs dont les écrans affichent des séquences de cinéma noir et blanc totalement aléatoires, groupés selon quatre thèmes : le voyage, le visage, le geste, la valse. Le cinquième écran (au milieu) est réservé aux titres écrits très simplement, comme sur les panneaux qui entrecoupaient les images des films muets d'autrefois.
Les images choisies, tirées des archives de Chris Marker, entrecoupées d'images plus récentes, tournées en noir et blanc, avec Catherine Belkhodja alternent sans qu'on puisse véritablement dater l'époque des unes ou des autres.
Le montage de Silent Movie est totalement aléatoire : Chris Marker a confié la gestion des images à l'interface de l'ordinateur. C'est par lui que les images prennent sens, au gré des juxtapositions totalement aléatoires, entre un geste, un visage, un voyage ou une danse. Même si ce film ne se revendique pas comme une anthologie du cinéma muet, toute l'histoire du cinéma défile sous les yeux du spectateur, miroir d'une vaste mémoire collective.
Tout autour, sur les murs, des photos de Catherine Belkhodja viennent ponctuer les images présentées sur la tour. Les affiches de cinéma se réfèrent à des films qui n'ont pas été tournés, mais qui, selon Chris Marker, « auraient dû être tournés ». Enfin la bande musicale du film, soigneusement montée par Krasna, s'adapte parfaitement aux images.
Un livre retraçant l'installation a été publié par le Wexner Art Center for the Arts.

## Autres interventions de Chris Marker dans l'art contemporain
Cinéaste, écrivain, photographe et vidéaste, Chris Marker a effectué avec Silent Movie ses premiers pas dans l'art contemporain. De plus en plus, il se tourne vers un nouveau langage, qui ne peut plus se contenter des salles obscures. Depuis, il a participé à plusieurs expositions d'art contemporain, dont Immemory One, en 1998 (qui a par ailleurs donné lieu à la création d'un CD-ROM du même nom) et Airs de Paris en 2007 au Centre Pompidou de Paris.
À l'occasion d'une grande exposition de Chris Marker au Musée de Zurich, Silent Movie sera également présentée à partir de mars 2008.